# 보성 임진영 가옥
보성 임진영 가옥(寶城 林鎭永 家屋)은 전라남도 보성군 보성읍 보성에 있는 임진영(林鎭永)의 가옥이다. 1987년 6월 1일 전라남도의 문화재자료 제152호로 지정되었다. 2009년 4월 13일 문화재 지정이 해제되었다.

## 개요
현 소유자인 임진영 씨의 할아버지가 지은 집이다.
건물은 문간채, 사랑채, 안채, 초당채, 안사랑채, 본채 등으로 구성되어 있으나 현재 문간채와 사랑채는 다른 사람에게 팔린 상태이다.
일반적인 상류주택의 배치방법이 아닌 ㄷ자형 배치로 특이한 모습을 보인다. 안채는 앞면 5칸·옆면 1칸 규모이며, 지붕은 옆면에서 볼 때 여덟 팔(八)자 모양을 한 팔작지붕이다. 一자형 평면구조를 갖추고 있는 이 집은 대들보가 다른 가옥에 비해 무척 큰 편이다. 초당채는 앞면 5칸·옆면 1칸 규모이며, 평면은 왼쪽부터 광·부엌·방·광 등으로 이루어져 있다.

## 참고 자료
- 보성 임진영 가옥 - 국가유산청 국가유산포털